# Parc Anna Lindh
Le parc Anna Lindh (en suédois : Anna Lindhs park) auparavant parc du péage d'hiver (en suédois : Vintertullsparken)  est un parc public situé dans le quartier de Södermalm à Stockholm en Suède. 

## Description
Le parc Anna Lindh est un parc situé à Norra Hammarbyhamnen dans le quartier de Södermalm. 
Le parc est entouré par l'ilôt urbain Hamnvakten, qui fut le premier nouveau quartier résidentiel construit à Hammarbyhamnen. Au sud, le parc fait face aux quais et au lac Hammarby sjö.

## Histoire
Le nom précédent vient du péage d'hiver de Hammarby, l'un des péages de Stockholm où une taxe était prélevée sur les marchandises amenées dans la ville en traîneau en hiver sur les lacs gelés dans ce qui est aujourd'hui les communes de Nacka et de Värmdö. La douane elle-même, démolie en 1907, était située à l'angle actuel de Malmgårdsvägen-Ljusterögatan. Le parc a été nommé Vintertullsparken en 1979.
Le 1er septembre 2013, la ville de Stockholm, le comité de dénomination et les proches d'Anna Lindh ont convenu de changer le nom de Vintertullsparken en parc d'Anna Lindh. Anna Lindh a vécu longtemps près du parc. 
Des panneaux portant le nouveau nom ont été installés en mars 2014.

## Galerie

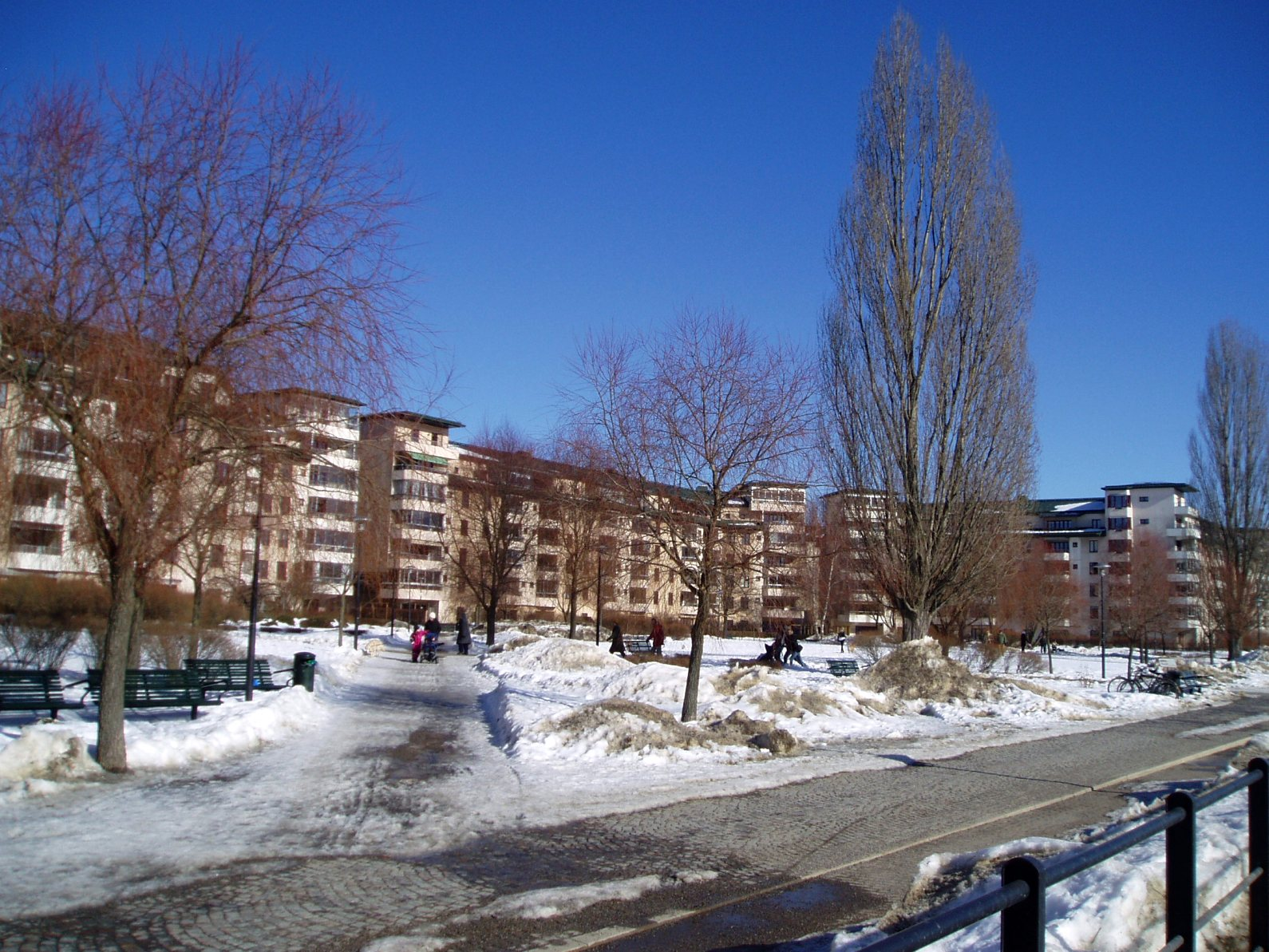
Le parc en 2010.
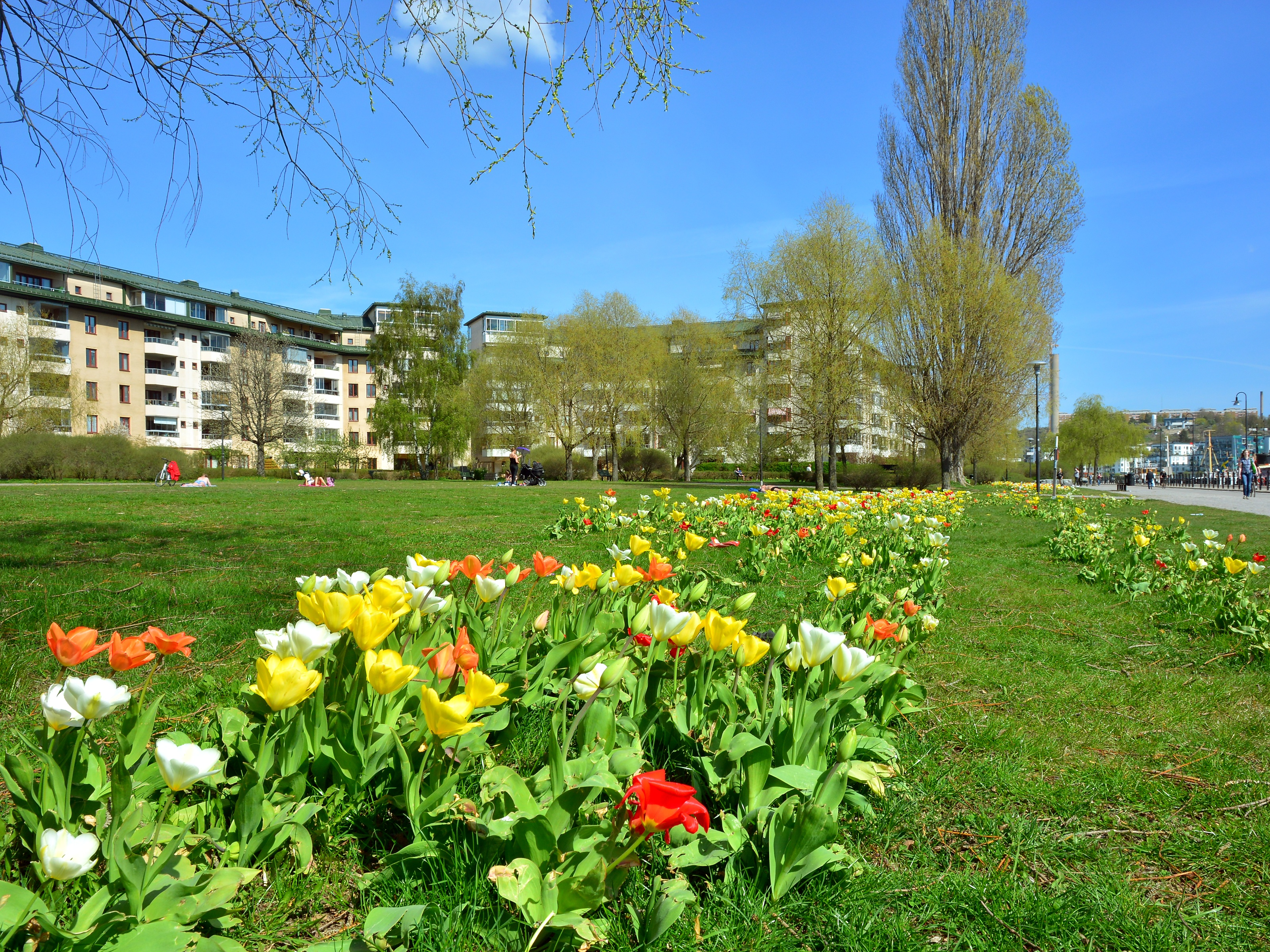
Le parc en 2014.
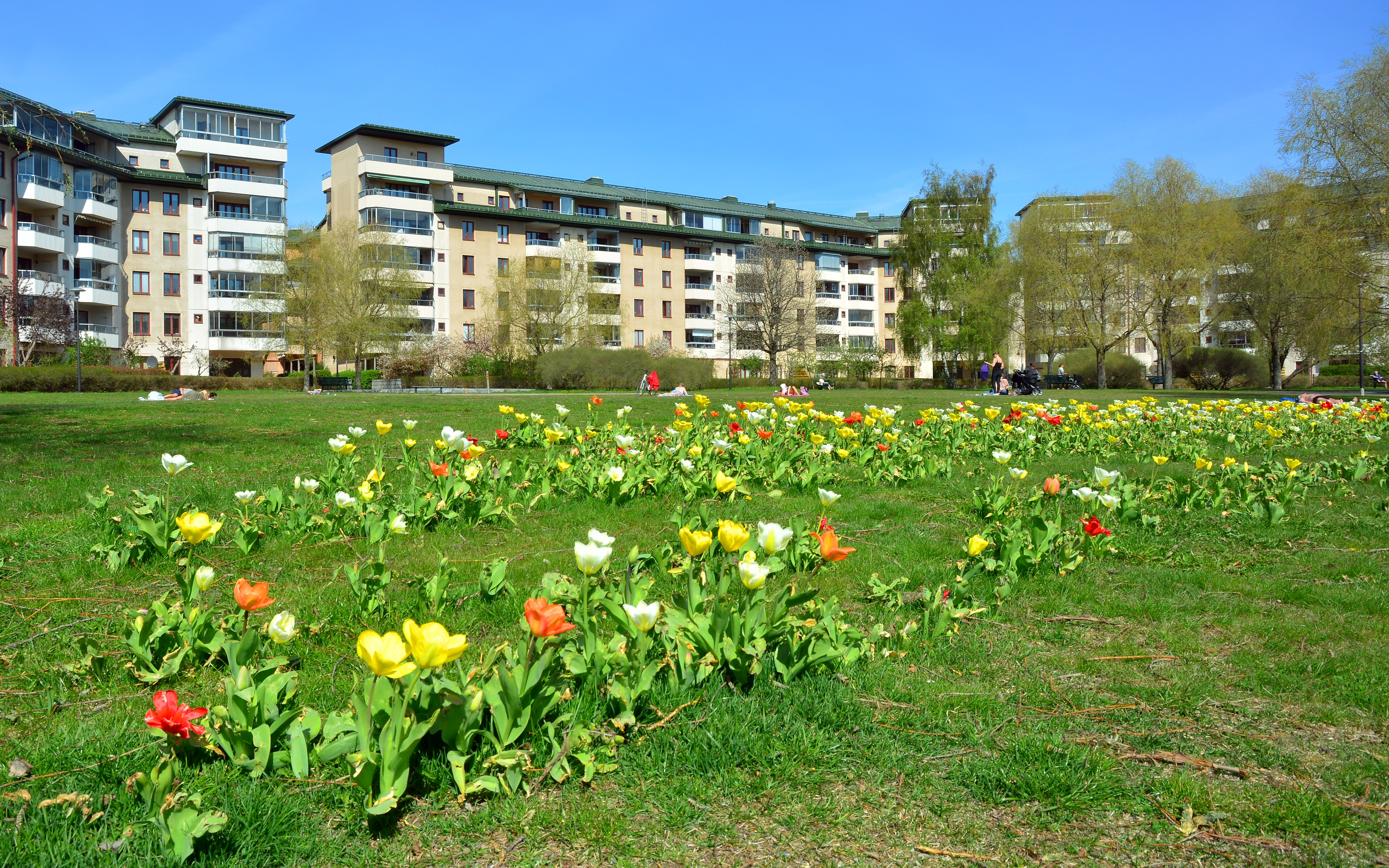
Le parc en 2014.
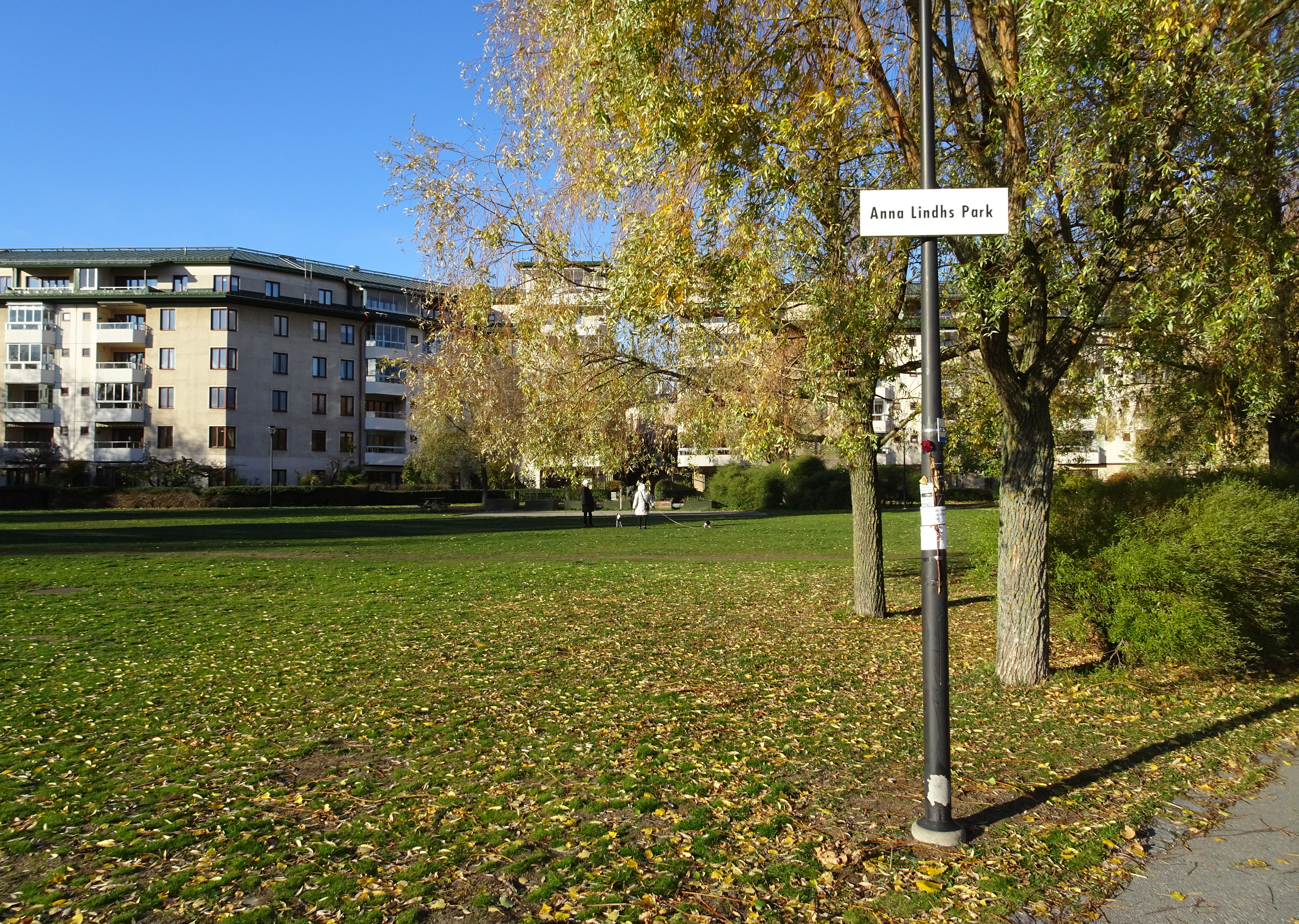
Le parc en 2018.